# Mucronella belalongensis
Mucronella belalongensis är en svampart som beskrevs av P. Roberts 1998. Mucronella belalongensis ingår i släktet Mucronella och familjen fingersvampar.   Inga underarter finns listade i Catalogue of Life.